# Triumfetta guaranitica
Triumfetta guaranitica är en malvaväxtart som beskrevs av Martín Villa Carenzo. Triumfetta guaranitica ingår i släktet triumfettor, och familjen malvaväxter. Inga underarter finns listade i Catalogue of Life.